# Vital Fité
Vital Fité y Bernial es un escritor nacido en 1854 en Valencia (España), autor, entre otras obras, del libro Las desdichas de la patria, editado en 1899. 

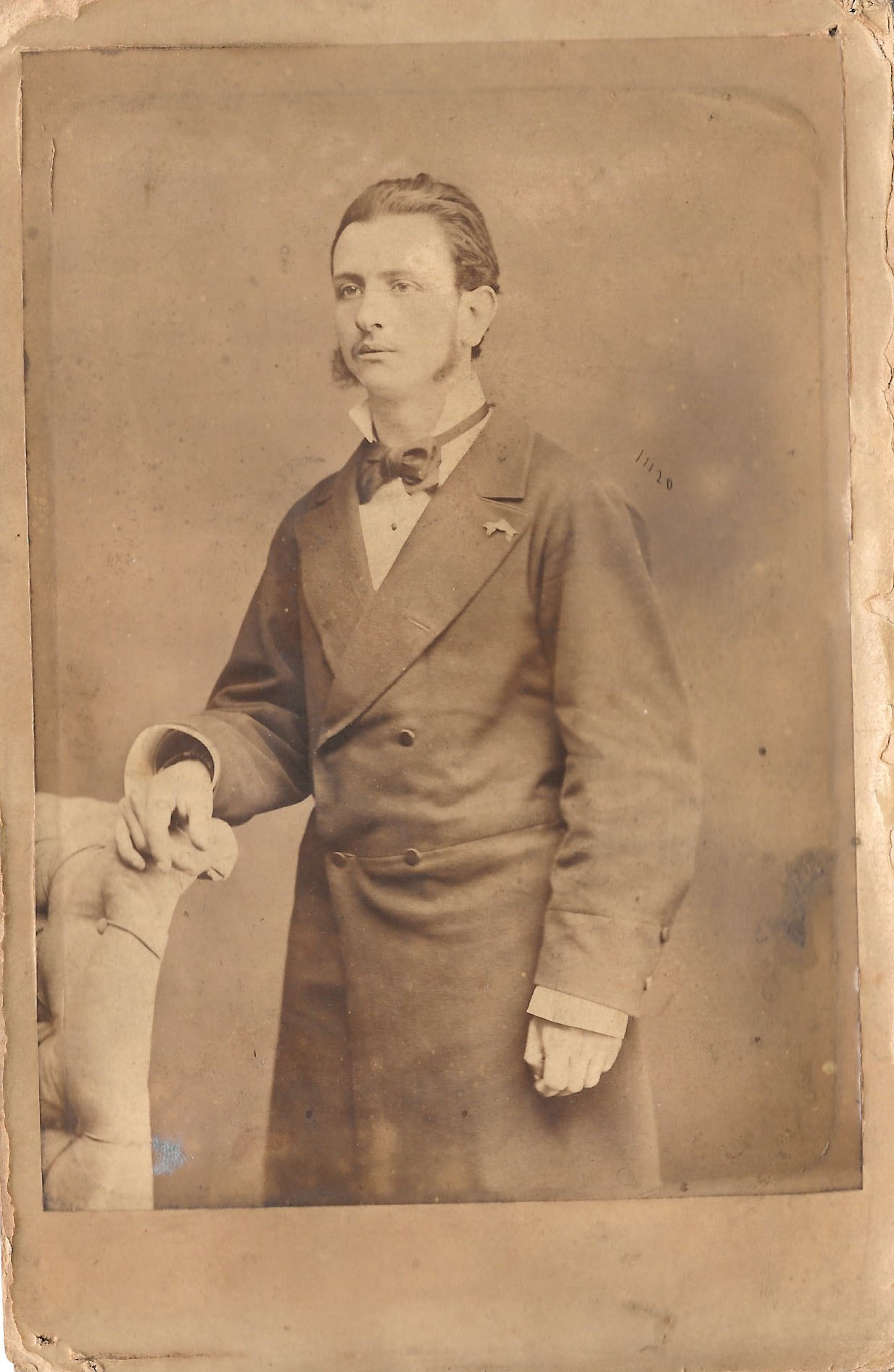
Vital Fité y Bernial a los 24 años (1878)

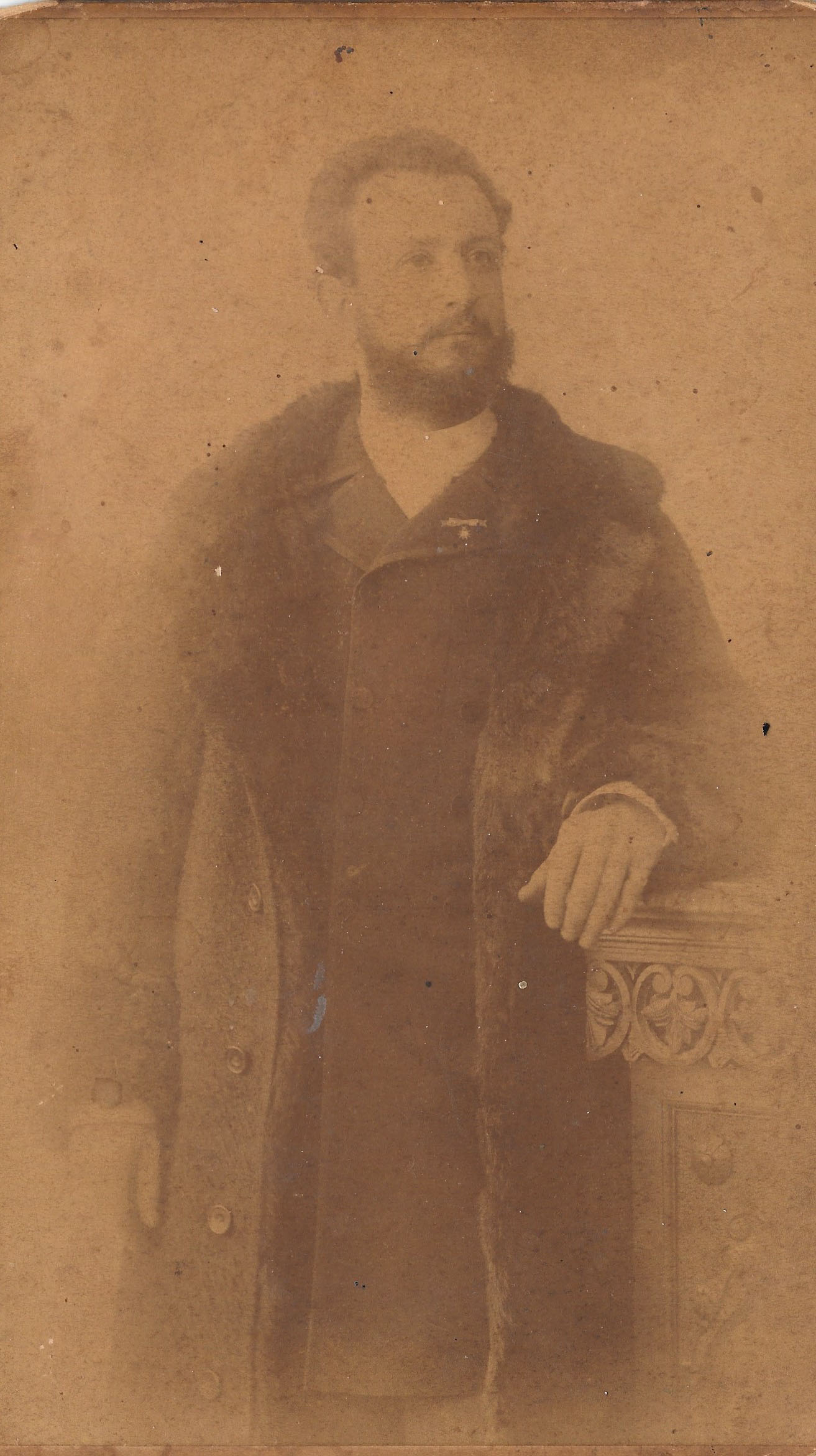
Vital Fité y Bernial a los 34 años (1888)

## Biografía
Nació en Valencia y falleció en Madrid (1854-1915), estuvo casado con Elisa Gaya Oarrichena de Madrid, con la que tuvo cinco hijos: Juan que falleció muy joven, Marcial, José, María y Francisca. 
Sus padres fueron Juan Fité Fuentes y Pascuala Bernial Campos, sus hermanos Otón, Leoncio, Victoria y Avelina Dolores. 
Alto funcionario en Filipinas y primer presidente de la Asociación Nacional de Funcionarios de la Administración Civil de España, fue dueño de varios periódicos y empresario del teatro de Alcalá de Henares.
En su época, la Asociación Nacional de Funcionarios de la Administración Civil de España, le proclamó como candidato a diputado a Cortes por Madrid.

## Obras
Su obra más conocida es Las desdichas de la patria, editada en 1899 y en segunda edición en 1989. Su primera edición fue un superventas en su época, vendiéndose 20 000 ejemplares en 15 días[cita requerida] y se considera una referencia bibliográfica sobre el regeneracionismo.